# Луан Вієйра
Луан Вієйра (порт. Luan Vieira; нар. 27 березня 1993, Сан-Жозе-ду-Ріу-Прету) — бразильський футболіст, нападник клубу «Віторія».
Виступав, зокрема, за клуб «Катандувенсе», а також національну збірну Бразилії.
У складі олімпійської збірної Бразилії — олімпійський чемпіон.

## Клубна кар'єра
Народився 27 березня 1993 року в місті Сан-Жозе-ду-Ріу-Прету. Вихованець юнацьких команд футбольних клубів «Танабі», «Америка» (Сан-Паулу), «Греміо» та «Катандувенсе».
У дорослому футболі дебютував 2013 року виступами за команду клубу «Катандувенсе», в якій не провів жодного матчу.
До складу клубу «Греміо» приєднався 2014 року. Відіграв за команду з Порту-Алегрі 212 матчі в національному чемпіонаті.
14 грудня 2019 року підписав чотирирічний контракт з клубом «Корінтіанс».
5 серпня 2022 року на правах оренди перейшов до клубу «Сантус».
З 2024 року захищає кольори клубу «Віторія».

## Виступи за збірні
2014 року залучався до складу молодіжної збірної Бразилії. На молодіжному рівні зіграв у 4 офіційних матчах, забив 3 голи.
З 2015 по 2016 рік захищав кольори олімпійської збірної Бразилії. У складі цієї команди провів 11 матчів, забив 6 голів. У складі збірної — учасник футбольного турніру на Олімпійських іграх 2016 року у Ріо-де-Жанейро.
2016 року дебютував в офіційних матчах у складі національної збірної Бразилії. Наразі провів у формі головної команди країни 1 матч.

## Титули і досягнення
«Греміо»
Володар Кубка Бразилії (1): 2016
Володар Кубка Лібертадорес (1): 2017
Найкращий гравець Кубка Лібертадорес (1): 2017
Переможець Рекопи Південної Америки (1): 2018
Бразилія (ол.)
- Олімпійський чемпіон (1): 2016.